# Luiz Fonteles
Luiz Felipe Marques Fonteles noto anche come Lipe (Curitiba, 19 giugno 1984) è un pallavolista brasiliano.
Gioca nel ruolo di schiacciatore.

## Carriera
La carriera di Luiz Fonteles inizia a livello giovanile nel Clube Curitibano, per proseguire nel Cocomar tra il 1997 ed il 2001, periodo nel quale entra anche a far parte delle selezioni giovanili brasiliane, vincendo con la selezione under 19 l'oro al campionato sudamericano under 19 2000, dove riceve il premio di miglior attaccante, ed al campionato mondiale under 19 2001. Nella stagione 2001-02 fa il esordio da professionista nella Superliga brasiliana con l'Associação Blumenau Pró-Vôlei, mentre nella stagione successiva gioca per l'Esporte Clube Banespa, vincendo il Campionato Paulista; con la selezione under 21 vince la medaglia d'oro al campionato sudamericano under 21 2002 e quella d'argento al campionato mondiale under 21 2003.
Nel campionato 2002-03 viene ingaggiato per la prima volta in un campionato estero, firmando per la Pallavolo Modena, squadra della Serie A1 italiana con la quale inizia un lungo sodalizio di quattro stagioni, nel corso delle quali vince la Coppa CEV 2003-04; nel 2005 viene per la prima volta convocato nella nazionale brasiliana maggiore, vincendo la medaglia d'argento alla Coppa America e l'oro al campionato sudamericano. Nell'annata 2007-08 si trasferisce nella V.Premier League giapponese per giocare coi Panasonic Panthers, coi quali si aggiudica lo scudetto ed il Torneo Kurowashiki, venendo inserito nel sestetto ideale di entrambe le competizioni; resta nel club giapponese solo per metà dell'annata successiva, tornando in Brasile per terminare la stagione col Minas Tênis Clube.
Nella stagione 2009-10 gioca nell'A1 League greca con l'Olympiakos Syndesmos Filathlon Peiraios, vincendo lo scudetto ed arrivando in finale nella Coppa di Grecia. Torna nuovamente al Minas Tênis Clube per la stagione successiva; con la nazionale vince la medaglia di bronzo alla XXVI Universiade e quella d'oro ai XVI Giochi panamericani. Nel campionato 2011-12 gioca per l'Associação Desportiva RJX, vincendo il Campionato Carioca, mentre nel campionato successivo va a giocare nella PlusLiga polacca con lo ZAKSA, vincendo la Coppa di Polonia, dove viene premiato come MVP e miglior attaccante, ed arrivando fino alla finale scudetto, persa contro l'Asseco Resovia ed alla final-four di Champions League chiusa al quarto posto, nella quale riceve il premio di miglior servizio della competizione; con la maglia della nazionale nel 2013 vince la medaglia d'argento alla World League e l'oro al campionato sudamericano e alla Grand Champions Cup.
Nell'annata 2013-14 gioca nella Voleybol 1. Ligi turca col Fenerbahçe Spor Kulübü; con la nazionale si aggiudica la medaglia d'argento al campionato mondiale 2014, alla World League 2016, quella d'oro ai Giochi della XXXI Olimpiade e quella d'argento al campionato mondiale 2018.

## Palmarès

### Club
- Campionato giapponese: 1

2007-08
- Campionato greco: 1

2009-10
- Coppa di Polonia: 1

2012-13
- Torneo Kurowashiki: 1

2008
- Campionato Paulista: 2

2001, 2019
- Campionato Carioca: 1

2011
- Coppa CEV/Challenge Cup: 2

2003-04, 2013-14

### Nazionale (competizioni minori)
- Campionato sudamericano under 19 2000
- Campionato mondiale under 19 2001
- Campionato sudamericano under 21 2002
- Campionato mondiale under 21 2003
- Coppa America 2005
- Universiade 2011
- Giochi panamericani 2011

### Premi individuali
- 2000 - Campionato sudamericano under 19: Miglior attaccante
- 2008 - V.Premier League: Sestetto ideale
- 2008 - Torneo Kurowashiki: Sestetto ideale
- 2013 - Coppa di Polonia: MVP
- 2013 - Coppa di Polonia: Miglior attaccante
- 2013 - Champions League: Miglior servizio
- 2014 - Voleybol 1. Ligi: Miglior servizio
- 2015 - Superliga Série A: Miglior servizio
- 2015 - Superliga Série A: Craque da Galera
- 2019 - Coppa Libertadores: Miglior schiacciatore
- 2022 - V.League Division 1: Premio fair play